# Куффур, Эммануэль Осей
Эммануэль Осей Куффур (англ. Emmanuel Osei Kuffour; 6 апреля 1976, Аккра) — ганский футболист, играл на позиции нападающего.

## Карьера
За время своей профессиональной карьеры Куффур представлял футбольные клубы «Эбусуа Дварфс», «Хартс оф Оук», в 2002 году провёл 5 матчей в чемпионате России, представляя «Анжи» (Махачкала). В сезоне 2005/2006 выступал за иранский «Трактор Сази», далее играл за «Ашанти Голд», «Асанте Котоко», «Аль-Иттихад (Триполи)». Завершил карьеру в 2011 году в «Эбусуа Дварфс»

### Международные матчи
Он был в составе сборной Ганы по футболу в 2000 году и команды розыгрыша кубка африканских наций 2002 года, а также участвовал в соревнованиях по футболу на летних Олимпийских играх 1996 года.